# Chi Rắn má
Chi Rắn má (danh pháp khoa học: Opisthotropis) là một chi trong họ Rắn nước (Colubridae), chứa khoảng 19-21 loài rắn má (tùy theo hệ thống phân loại), sinh sống trong khu vực ven các suối thuộc miền núi ở Đông Á và Đông Nam Á, từ quần đảo Lưu Cầu tới Indonesia.

## Các loài
- Opisthotropis alcalai Brown & Leviton, 1961: Rắn má núi Gary - Philippines (Mindanao)
- Opisthotropis andersonii Boulenger, 1888: Rắn má núi Anderson - Hồng Kông
- Opisthotropis annamensis Bourret, 1943 hay Parahelicops annamensis Bourret, 1934: ? - Trung Bộ Việt Nam, miền nam Lào.
- Opisthotropis ater Günther, 1872: ? - ?
- Opisthotropis balteatus Cope, 1895: Rắn má núi Hải Nam - Trung Quốc (Hải Nam, Quảng Đông, Quảng Tây, Hồng Kông), miền bắc Việt Nam, Campuchia.
- Opisthotropis boonsongi Taylor và Elbel, 1958 hay Parahelicops boonsongi: ? - Thái Lan
- Opisthotropis cheni Zhao, 1999: ? - Trung Quốc
- Rắn má cúc hay rắn trán cúc Opisthotropis cucae tìm thấy ở Kontum, Việt Nam[1], đặt tên theo tên của nhà lưỡng cư học người Việt-bà Hồ Thu Cúc
- Opisthotropis daovantieni Orlov, Darevsky & Murphy, 1998: ? - Tây Nguyên (Gia Lai)
- Opisthotropis guangxiensis Zhao, Jiang, Huang, 1979: Rắn má núi Quảng Tây
- Opisthotropis jacobi Angel & Bourret, 1933: Rắn má núi Sapa - miền bắc Việt Nam, Trung Quốc (Vân Nam).
- Opisthotropis kikuzatoi Okada và Takara, 1958: ? - đặc hữu của đảo Kumejima (Lưu Cầu), Nhật Bản.
- Opisthotropis kuatunensis Pope, 1928: Rắn má núi Trung Quốc - Trung Quốc (Phúc Kiến, Giang Tây, Chiết Giang, Hồng Kông, Quảng Đông).
- Opisthotropis lateralis Boulenger, 1903: Rắn má núi Bắc Bộ - miền bắc Việt Nam, Trung Quốc (Quảng Tây, Quý Châu, Hồng Kông).
- Opisthotropis latouchii Boulenger, 1899: Rắn má núi Tứ Xuyên - Trung Quốc (Quảng Đông, Phúc Kiến, Giang Tây, Hồ Nam, Quảng Tây, Quý Châu, Tứ Xuyên).
- Opisthotropis maculosus Stuart & Chuaynkern, 2007: Rắn suối núi đốm vàng - Thái Lan (tỉnh Nong Khai).
- Opisthotropis maxwelli Boulenger, 1914: Rắn má núi Maxwell - Trung Quốc (Phúc Kiến, Quảng Tây, Quảng Đông?).
- Opisthotropis praemaxillaris Angel, 1929: Rắn suối nâu - miền bắc Lào, Thái Lan, tây nam Trung Quốc (Vân Nam).
- Opisthotropis rugosus (hay O. rugosa) Lidth de Jeude, 1890: ? - Indonesia (đặc hữu Sumatra)
- Opisthotropis spenceri M. A. Smith, 1918: Rắn suối Spencer hay rắn má núi Smith - Thái Lan
- Opisthotropis typica Mocquard, 1890: Rắn má núi ôliu - Philippines (Palawan), Indonesia (Borneo, Sarawak), Malaysia (Sabah), Brunei (Batu Apoi).
- Opisthotropis tamdaoensis[2] Ziegler T., David P. & Vũ Ngọc Thành, 2008: Rắn má Tam Đảo - Tam Đảo, Việt Nam.

## Hình ảnh

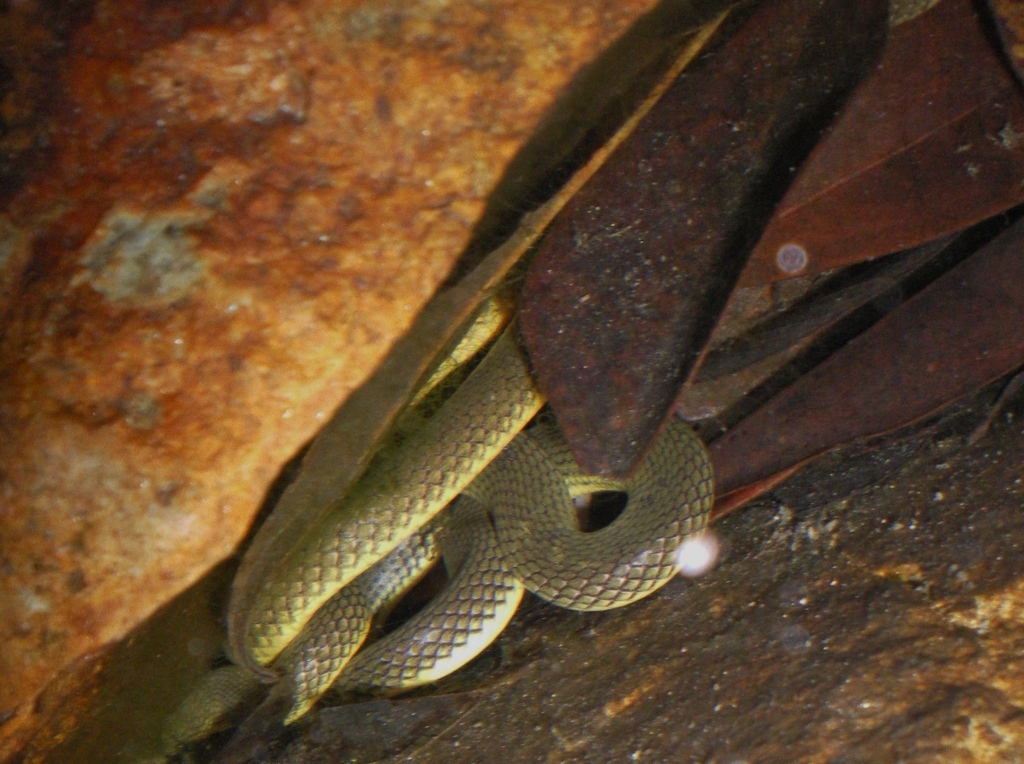